# 기타아카유 신호장
기타아카유 신호장(일본어: 北赤湯信号場)은 일본 야마가타현 난요시에 위치한 동일본 여객철도 오우 본선의 신호장이다.

## 구조
아카유역 보다 나카가와역 방향으로 약 5.5km에 있는 신호장이다. 아카유 역 쪽이 복선, 나카가와 역 쪽이 단선의 복선시 종단형 신호장이다. 
 나카가와 쪽부터 아카유 쪽으로 향하는 (상행) 열차는, 포인트의 분기 측을 통과하기 때문에, 70km의 속도 제한을 받는 본 신호장은 야마가타 신칸센의 일부이며, ATS-P 채용 구간이기 때문에, 안전 측선은 생략되고 있다.

## 역사
- 1963년 9월 27일 : 단선 교환형 신호장으로서 개업.
- 1968년 7월 25일 : 아카유 쪽 복선화에 수반해 복선 시종단형 신호장으로 변경.
- 1987년 4월 1일 : 일본국유철도 분할 민영화에 의해, 동일본 여객철도의 신호장으로 된다.
- 1991년 9월 1일 : 야마가타 신칸센 ([[궤도) 공사에 수반해 휴지.
- 1992년 7월 1일 : 야마가타 신칸센 개통에 수반해, 표준궤의 개궤 후 재개.

## 인접 역
| 동일본 여객철도 오우 본선 | 동일본 여객철도 오우 본선 | 동일본 여객철도 오우 본선 |
| ------------------------- | ------------------------- | ------------------------- |
| 아카유 후쿠시마 방면      | ■ 야마가타 선             | 나카가와 야마가타 방면    |